# Joaquina Charro Gómez
Joaquina Charro Gómez (Montijo, 10 de septiembre de 1912-ibídem, 1938) fue una sindicalista española represaliada y posteriormente fusilada por sus ideas republicanas durante la guerra civil. Fue también conocida como La Pasionaria de Montijo.

## Trayectoria
Nació en una familia humilde, hija de un carbonero Teodoro Charro Rodríguez  y de María Gómez Moreno, siendo la octava de nueve hijos. Abandonó la escuela muy pronto poniéndose a trabajar como empleada de hogar. Siendo muy joven se afilió a la Casa del Pueblo de Montijo y formó parte del Cuadro Artístico de la Casa del Pueblo, grupo de teatro creado por las Juventudes Socialistas. Actuaban por los pueblos de la comarca intentando concienciar con sus representaciones a sus habitantes. Por sus actividades políticas comenzó a ser llamada La Pasionaria de Montijo. De sus actos más recordados fue cuando, junto a otras mujeres, se cortaron públicamente sus cabellos reivindicando los derechos de las mujeres.
En 1933 colaboró en la creación, dentro del Centro Obrero “La Defensa”, de la Sociedad Obrera Femenina de Montijo (SOF), cuyo objetivo era la defensa de las trabajadoras. Estaba presidida por María Pino Gómez, natural de Mérida. La Sociedad organizó clases nocturnas de alfabetización y cultura general para sus afiliadas debido a las altas tasas de analfabetismo. Charro fue nombrada abanderada de la sociedad.
El 13 de agosto de 1936 fue rapada y obligada a purgarse con aceite de ricino. A finales de 1938, fue fusilada junto a otros detenidos entre Villar del Rey y La Roca de la Sierra. Su cuerpo nunca fue encontrado. Antes de su asesinato fue repetidamente violada en su domicilio.

## Reconocimientos
- En Montijo una calle lleva su nombre en reconocimiento de su labor en la vida social.[5]